# Kelly Bishop
Pour les articles homonymes, voir Bishop.
Kelly Bishop, née le 27 février 1944 à Colorado Springs, dans le Colorado, est une actrice américaine.

## Biographie
Elle a grandi à Denver, dans le Colorado, où elle a pris des cours pour devenir danseuse classique.

### Carrière
À 18 ans, elle part pour New York et obtient son premier contrat de travail d'un an dans une compagnie de danse au Radio City Music Hall. Bishop a continué à danser à Las Vegas et à la télévision jusqu'à ce qu'elle soit choisie en 1967 dans Golden Rainbow, son premier rôle à Broadway.
Mais elle a atteint la notoriété avec le rôle sexy de Sheila dans A Chorus Line. Elle a remporté un Tony Award et un Drama Desk Award pour sa performance. Elle a également joué dans d'autres productions de Broadway comme Six Degrees of Separation, Proposals de Neil Simon, The Last Night of Ballyhoo (couronné par les Tony Awards) et Bus Stop.
On l'a également vue dans le film de Paul Mazursky An Unmarried Woman (1978) aux côtés de Jill Clayburgh. Elle a joué la 'mère' de plusieurs stars comme Jennifer Grey dans Dirty Dancing (1987), Howard Stern dans la comédie réalisée par Betty Thomas appelée Private Parts (1997) et Tobey Maguire dans Wonders Boys en 2000. Elle est aussi apparue dans Me and Him (1988), Queens Logic (1991), Café Society (1995), Miami Rhapsody (1995) et Blue Moon en 2002.
À la télévision, Kelly Bishop a joué dans la série de Mike Nichols The Thorns et a interprété la mère de Lisa Ann Walter dans My Wildest Dreams. Elle est également apparue en guest-star dans Law & Order, Law & Order: Special Victims Unit et Murphy Brown.
Kelly Bishop a tourné, entre 2000 et 2007, pour la chaîne américaine The WB dans la série Gilmore Girls. Elle y interprète la mère et la grand-mère respectivement de Lorelai et Rory Gilmore : Emily Gilmore. Son personnage est celle d'une femme riche et snob, qui peine à comprendre la vie que sa fille a choisi de mener. En 2016, elle reprend ce rôle dans la mini-série Gilmore Girls : A Year In The Life.
Lorsqu'elle ne travaille pas, Kelly fait de l'aérobic, aime jardiner et se promener près de sa maison, dans le New Jersey, où elle vit avec son mari, Lee Leonard, présentateur d'un talk-show.
Elle apparaît dans 4 épisodes de la série Mercy Hospital en 2010 ainsi que dans American Wives (saison 3 épisode 11).
Elle joue entre le 11 juin 2012 et 25 février 2013 dans Bunheads, de la chaîne ABC Family et dans The Marvelous Mrs. Maisel, deux séries créées par Amy Sherman-Palladino. Kelly Bishop est actuellement à l'affiche de la série dramatique intitulée The Watchful Eye (débutée le 30 janvier 2023) dans le rôle de Mrs. Ivey.

## Filmographie

### Télévision
- 1992 : New York, police judiciaire (saison 2, épisode 20) : Marian Borland
- 2000 : New York, unité spéciale (saison 1, épisode 22) : la greffière
- 2000 - 2007 : Gilmore Girls : Emily Gilmore
- 2008-2009 : New York, unité spéciale : avocate de la défense Julia Zimmer (saison 10, épisodes 8 et 22)
- 2010 : Mercy : Lauren Kempton (4 épisodes)
- 2012 - 2013 : Bunheads : Fanny Flowers
- 2015 - 2016 : The Good Wife : Bea Wilson (saison 7, épisodes "Les Pour et les Contre" et "L'Air de rien")
- 2016 : Gilmore Girls : Une nouvelle année : Emily Gilmore
- 2021 : Halston : Eleanor Lambert
- 2022-2023 : The Marvelous Mrs. Maisel : Benedetta (saisons 4 et 5, rôle récurrent)
- 2023 : The Watchful Eye : Mme Ivey

### Cinéma
| Année | Titre                               | Rôle                              |
| ----- | ----------------------------------- | --------------------------------- |
| 1966  | Step Out of Your Mind               | Missy Linden                      |
| 1978  | Une femme libre                     | Elaine Liebowitz                  |
| 1982  | O'Hara's Wife                       | Beth Douglas                      |
| 1986  | Solarbabies                         | Tutor Nover                       |
| 1987  | Dirty Dancing                       | Marjorie Houseman, mère de "Bébé" |
| 1988  | Me and Him                          | Eleanor Aramis                    |
| 1991  | Bienvenue au club                   | Maria                             |
| 1993  | Six degrés de séparation            | Adèle                             |
| 1995  | Miami Rhapsodie                     | Zelda                             |
| 1995  | Cafe Society                        | Mme Jelke                         |
| 1997  | Parties intimes                     | Ray Stern                         |
| 1999  | My X-Girlfriend's Wedding Reception | Sylvia Wienstein                  |
| 2000  | Blue Moon                           | Peggy's Mother                    |
| 2000  | Wonder Boys                         | Amanda Leer                       |
| 2011  | Friends with Kids                   | Marcy Fryman                      |
| 2011  | A Novel Romance (en)                | Lily Sparks                       |
| 2014  | Saint Janet                         | Janet Turner                      |

## Voix françaises
- Régine Blaess dans (les séries télévisées) :
  - Gilmore Girls
  - Sept à la maison
  - Mercy Hospital
  - The Good Wife
- Marie-Martine dans (les séries télévisées) :
  - Gilmore Girls : Une nouvelle année
  - Halston
  - La Fabuleuse Madame Maisel

Et aussi
- Liliane Patrick dans Dirty Dancing
- Martine Messager dans Bienvenue au club
- Frédérique Tirmont dans Bunheads (série télévisée)
- Frédérique Cantrel dans The Nanny (série télévisée)
- Françoise Pavy dans Shrinking (série télévisée)